# Stadshartkerk
Stadshartkerk Amstelveen is de naam van een christelijke kerk in Amstelveen. De kerk bestaat sinds november 2004 en is een herplanting en voortzetting van de oktober van dat jaar opgeheven lokale Gereformeerde Kerk vrijgemaakt (GKV). Onder leiding van Tim Vreugdenhil is de Stadshartkerk toen uitgebouwd.
De Stadshartkerk werkt vanuit de overtuiging dat het evangelie actueel en relevant is voor de huidige maatschappij. Men wil begrip voor vragen en twijfels en hier open en eerlijk mee omgaan.
Aanvankelijk kwam de gemeente op zondagen bij elkaar in het Congrescentrum Amstelveen, bij het Amstelveense Stadshart (vandaar de naam). Sinds 2007 vonden er wekelijkse avonddiensten plaats in de Kruiskerk. Op dit moment komt de Stadshartkerk elke zondagochtend samen in de Schakel in Amstelveen aan de Keizer Karelweg 94b. Naast kerkdiensten zijn er ook huiskringen en netwerkgroepen. 
Naast Tim Vreugdenhil werden in 2012 ook Lars Grijsen en Ewoud Holsappel voorgangers van de Stadshartkerk in 2012. In 2015 ging Tim een nieuwe uitdaging aan door CityKerk Amsterdam te starten. In 2021 vertrok Ewoud naar Geloven in IJsselstein.